# Brule (rivière)
Pour les articles homonymes, voir Brule.
La rivière Brule est un cours d'eau frontalier qui sépare les États du Michigan du Wisconsin aux États-Unis.

## Géographie
La rivière prend sa source au lac Brule dont il est l'émissaire. Le cours d'eau s'oriente vers le Sud-Est et rejoint la rivière Michigamme après un parcours de plus de 70 kilomètres de long. Les deux rivières s'unissent pour former la rivière Menominee et se jeter en aval dans le lac Michigan.

## Histoire
Le nom de la rivière est la forme anglicisée de « brûlé », nom donné par les explorateurs et coureurs des bois Canadiens-français qui traduisirent en français le nom amérindien wisakota qui signifie « brûlé » chez les Ojibwés.
Il est probable également que l'explorateur Étienne Brûlé ait contourné les Grands Lacs et arpenté cette région mais sans pour autant avoir donné son nom à cette rivière.

## Localisation
Localisation géographique